# Urophora neuenschwanderi
Urophora neuenschwanderi
 es una especie de insecto del género Urophora de la familia Tephritidae del orden Diptera. 
Amnon Freidberg la describió científicamente por primera vez en el año 1982.